# العلاقات المغربية اللاتفية
العلاقات المغربية اللاتفية هي العلاقات الثنائية التي تجمع بين المغرب ولاتفيا.

## مقارنة بين البلدين
هذه مقارنة عامة ومرجعية للدولتين:
| وجه المقارنة                                              | المغرب                                 | لاتفيا                                             |
| --------------------------------------------------------- | -------------------------------------- | -------------------------------------------------- |
| المساحة (كم2)                                             | 710.85 ألف                             | 64.59 ألف                                          |
| عدد السكان (نسمة)                                         | 36.07 مليون                            | 1.93 مليون                                         |
| الكثافة السكانية (ن./كم²)                                 | 50.74                                  | 29.88                                              |
| العاصمة                                                   | الرباط                                 | ريغا                                               |
| اللغة الرسمية                                             | اللغة العربية، أمازيغية معيارية مغربية | اللغة اللاتفية                                     |
| العملة                                                    | درهم مغربي                             | يورو، لاتس لاتفي، الروبل اللاتفي ‏، الروبل اللاتفي ‏ |
| الناتج المحلي الإجمالي (بليون دولار)                      | 109.14 مليار                           | 30.26 مليار                                        |
| الناتج المحلي الإجمالي (تعادل القوة الشرائية) بليون دولار | 274.06 مليار                           | 49.24 مليار                                        |
| الناتج المحلي الإجمالي الاسمي للفرد دولار أمريكي          | 2.88 ألف                               | 14.06 ألف                                          |
| الناتج المحلي الإجمالي للفرد دولار أمريكي                 | 7.49 ألف                               | 23.55 ألف                                          |
| مؤشر التنمية البشرية                                      | 0.628                                  | 0.819                                              |
| رمز المكالمات الدولي                                      | +212                                   | +371                                               |
| رمز الإنترنت                                              | .ma                                    | .lv                                                |
| المنطقة الزمنية                                           | ت ع م+01:00                            | ت ع م+02:00، ت ع م+03:00، أوروبا/ريغا ‏             |

## منظمات دولية مشتركة
يشترك البلدان في عضوية مجموعة من المنظمات الدولية، منها:
| علم المنظمة | اسم المنظمة                               | تاريخ انضمام المغرب | تاريخ انضمام لاتفيا |
| ----------- | ----------------------------------------- | ------------------- | ------------------- |
|             | مؤسسة التنمية الدولية                     | 29 ديسمبر 1960      | 11 أغسطس 1992       |
|             | يونسكو                                    | 7 نوفمبر 1956       | 9 يوليو 1951        |
|             | وكالة ضمان الاستثمار متعدد الأطراف        | 17 سبتمبر 1992      | 21 أغسطس 1998       |
|             | الأمم المتحدة                             | 12 نوفمبر 1956      | 17 سبتمبر 1991      |
|             | الفريق المعني برصد الأرض                  | ?                   | ?                   |
|             | الاتحاد البريدي العالمي                   | ?                   | ?                   |
|             | البنك الدولي للإنشاء والتعمير             | 25 أبريل 1958       | 11 أغسطس 1992       |
|             | المنظمة الهيدروغرافية الدولية             | ?                   | ?                   |
|             | الاتحاد الدولي للاتصالات                  | 1 نوفمبر 1956       | 11 ديسمبر 1921      |
|             | منظمة حظر الأسلحة الكيميائية              | ?                   | ?                   |
|             | مؤسسة التمويل الدولية                     | 30 أغسطس 1962       | 29 سبتمبر 1993      |
|             | المركز الدولي لتسوية المنازعات الاستشارية | 10 يونيو 1967       | 7 سبتمبر 1997       |
|             | منظمة التجارة العالمية                    | 1995                | 1999                |
|             | منظمة الشرطة الجنائية الدولية             | ?                   | ?                   |

## وصلات خارجية
- موقع وزارة الخارجية المغربية
- موقع وزارة الخارجية اللاتفية